# オクターヴ (漫画)
『オクターヴ』とは秋山はるによる日本の漫画作品である。『月刊アフタヌーン』（講談社）2008年3月号より2011年2月号まで連載された。

## あらすじ
“売れなかったアイドル”宮下雪乃。芸能界を引退し一度は田舎に戻るもその過去から好奇の目や中傷に晒されて高校を中退、再上京してかつて所属した事務所でマネージャー見習いとして働いていた。
誰にも必要とされない孤独な日々。そんなある日、雪乃はコインランドリーで元ミュージシャンだという女性・岩井節子と出会う。節子は雪乃に好意を抱き、肌に触れる。そして2人の密やかな関係が始まった。

## 登場人物

### 主要人物
宮下雪乃（みやした ゆきの）
18歳
売れなかったアイドルグループ『She'sN（シーズン）』の元メンバー。デビュー時は15歳。
解散後に入学した高校も中退し、現在はかつての所属事務所・マーブルカンパニーで働いている。
家族や地元の友人と話す時だけ方言になる。
岩井節子（いわい せつこ）
22歳
売れない作曲家。『フェンネル』というユニットでデビューしていた過去を持つ。
弟の真利と暮らしている。両性愛者。

### 雪乃の関係者
鴨田綾子（かもだ りょうこ）
18歳
雪乃の地元での親友。高校生。東京で一人生活する雪乃を心配し、節子との関係に反対している。
来栖ちさと（くるす ちさと）
売れっ子アーティスト。かつて『She'sN』のメンバーだった過去は消している。
当時の名前は須藤ミカで、雪乃とは親友だった。
村越（むらこし）
芸能事務所・マーブルカンパニーのマネージャー。以前は『She'sN』の担当をしていた。
しおり
マーブルカンパニー所属のタレント。雪乃がマネージャーを担当している。
同性愛者であり雪乃に好意を持つ。

### 節子の関係者
岩井真利（いわい まり）
22歳
節子の弟。雪乃と節子が出合った『コインランドリーいわい』の経営者だったが、経営難で閉店。
二卵性の双子である節子と顔がよく似ている。
紺野啓（こんの けい）
節子の友人。バックバンドの仕事をしながら自身のバンド『mrs.water』のプロデビューを目指している。
理沙（りさ）
節子と『フェンネル』のユニットを組んでいた。
現在は下北沢にあるカフェ『arianna』の店長。

### その他
葛西祐一（かさい ゆういち）
雑誌編集者で『フェンネル』のファン。来栖ちさとのライブで雪乃と出会う。
大沢（おおさわ）
真利の友人。イタリアンレストランでシェフをしている。
元アイドルおたく。

## 書誌情報
- 秋山はる 『オクターヴ』 講談社〈アフタヌーンKC〉、全6巻
  1. 2008年8月22日第一刷発行（同日発売）、ISBN 978-4-06-314518-2
  2. 2009年2月23日第一刷発行（同日発売）、ISBN 978-4-06-314551-9
  3. 2009年8月21日第一刷発行（同日発売）、ISBN 978-4-06-314584-7
  4. 2010年2月23日第一刷発行（同日発売）、ISBN 978-4-06-310632-9
  5. 2010年8月23日第一刷発行（同日発売）、ISBN 978-4-06-310687-9
  6. 2011年1月21日第一刷発行（同日発売）、ISBN 978-4-06-310727-2